# Le Scorpion (film, 1962)
Pour plus de détails, voir Fiche technique et Distribution.
Le Scorpion est un film franco-italien  réalisé par Serge Hanin, sorti en 1962.

## Fiche technique
- Titre : Le Scorpion
- Réalisation : Serge Hanin
- Scénario et dialogues : Serge Hanin
- Photographie : Maurice Fellous
- Son : Séverin Frankiel
- Musique : Jacques Lacome
- Décors : Louis Le Barbenchon
- Montage : André Gaudier
- Sociétés de production : Francisco Film - MEC Cinematografica
- Pays :  France -  Italie
- Genre : Film policier
- Durée : 92 minutes
- Date de sortie : France, 21 septembre 1962

## Distribution
- Daniel Sorano : Peter Carl
- Elga Andersen : Corinne
- Lutz Gabor : William
- Alexandre Rignault : le commissaire Ulrich
- Paul Demange : Le Mage
- Clément Harari : La Fouine
- Jean Lanier : le directeur du chantier
- Ginette Rolland : la chanteuse
- Alain Quercy : le chef